# Штайнер, Генрих (дирижёр)
Генрих Штайнер (нем. Heinrich Steiner; 27 ноября 1903, Эринген — 13 октября 1982, Фленсбург) — немецкий дирижёр и пианист.
В 1922—1928 гг. учился в Берлинской высшей школе музыки у Эгона Петри и Леонида Крейцера (фортепиано), Юлиуса Прювера (дирижирование), Павла Юона и Пауля Хёффера (композиция). До 1932 г. выступал преимущественно как пианист, в том числе в составе семейного ансамбля вместе со струнным квартетом братьев Штайнеров (скрипачи Карл и Вилли Штайнеры, альтист Фриц Штайнер, виолончелист Адольф Штайнер), концертировал также как солист и дирижёр.
В 1932—1934 гг. капельмейстер городского театра в Любеке, в 1934—1939 гг. работал на радио в Берлине с перерывом в 1935—1936 гг., когда занимал пост музыкального руководителя городского театра в Вюрцбурге. Записал с Симфоническим оркестром Берлинского радио оперетту Иоганна Штрауса «Ночь в Венеции» (1938) и оперу Гаэтано Доницетти «Дон Паскуале»; в этих записях участвовали такие выдающиеся певцы, как Эрна Бергер и Карл Шмитт-Вальтер. Как пианист записал с этим же радиооркестром под управлением Макса Фидлера 20-й концерт Вольфганга Амадея Моцарта — эта запись, сохранившаяся почти целиком (погибло около 2 минут финала), ранее приписывалась Любке Колессе. С 1939 г. в Ольденбурге, дирижировал оркестром земельного театра и певческой академией.
По окончании Второй мировой войны в 1947 году возглавил Филармонический оркестр Северо-Западной Германии, созданный в Бад-Пирмонте из музыкантов бывших немецких оркестров Праги и Линца. Затем в 1950—1974 гг. генеральмузикдиректор Фленсбурга. С фленсбургским Симфоническим оркестром Северной марки записал ряд сочинений Эдварда Грига, Юхана Свенсена, Франца фон Зуппе, Александра Глазунова.
Автор ряда фортепианных и оркестровых сочинений.